# جون إل سوليفان
جون إل سوليفان (بالإنجليزية: John L. Sullivan)‏ مواليد 12 أكتوبر 1858 في ماساتشوستس، الولايات المتحدة - الوفاة 02 فبراير 1918 في ماساتشوستس، الولايات المتحدة، كان ملاكم أمريكي سابق صنّف ضمن فئة الوزن الثقيل.

## إحصائيات
خاض خلال مسيرته 44 نزالا، فاز في 40 وتعادل في 2 وخسر في 1. فاز بالضربة القاضية في 34 نزالا.

## معرض صور

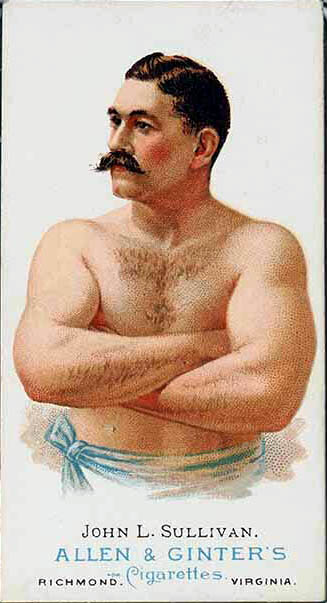
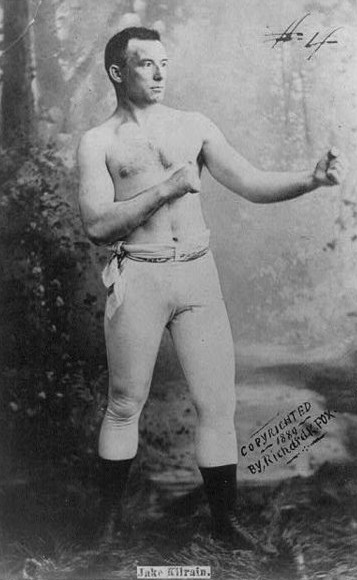
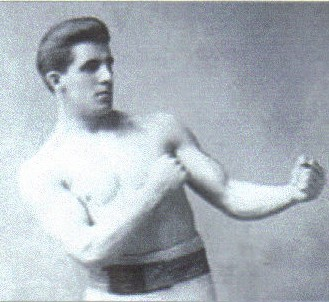
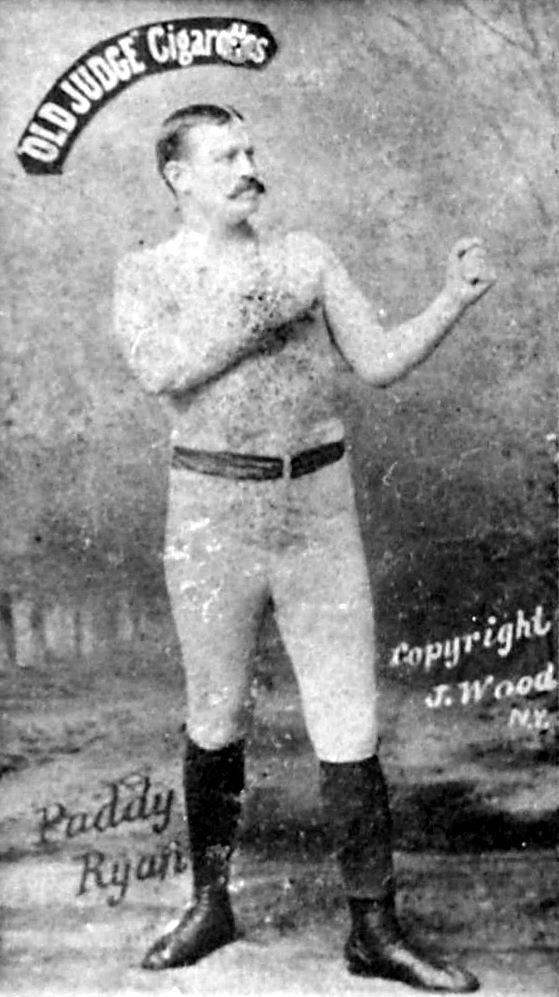
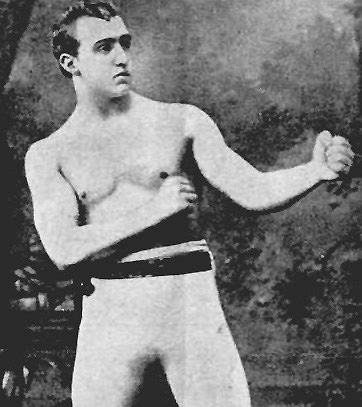

## روابط خارجية
- جون إل سوليفان على موقع IMDb (الإنجليزية)
- جون إل سوليفان على موقع الموسوعة البريطانية (الإنجليزية)
- جون إل سوليفان على موقع قاعدة بيانات الفيلم (الإنجليزية)
- جون إل سوليفان على موقع بوكس ريك (الإنجليزية) (registration required)